# ベク・ド・コルバン

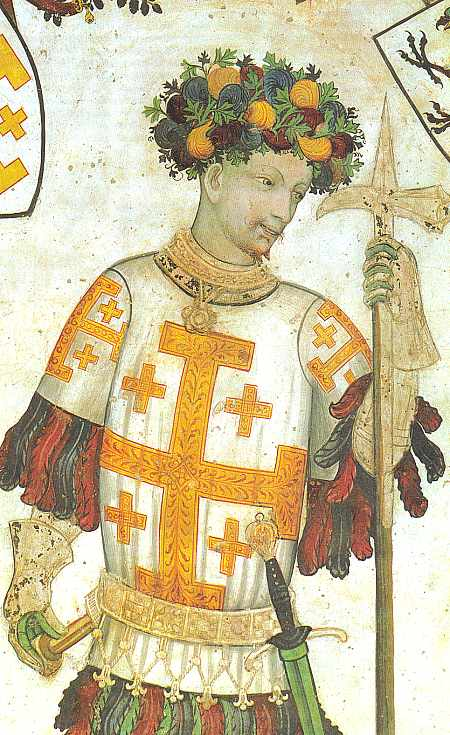
九偉人のゴドフロワ・ド・ブイヨンとして描かれたマンフレード1世のフレスコ画（ジャコモ・ジャケリオ作）。制作年の1420年当時の兵装であり、手にはベク・ド・コルバンに類似したポールアックスがある。

ベク・ド・コルバン（フランス語: Bec de corbin 、古フランス語:Bec de corbeau）は15世紀フランスで使用された武器である。「カラスの嘴」と呼ばれる特徴的なつるはしを持ったポールウェポンであり、フランス王室近衛部隊が装備していたことで知られている。
ベク・ド・コルバンは14世紀後半から登場したプレートアーマーをまとった重装兵に対抗するために開発されたポールアックスが前身であり、当時はポールアックスの一種とされた。同様の武器は15世紀ヨーロッパ各地に見られ、中でもスイスのルツェルン・ハンマーは形状から類似している。

## 形状

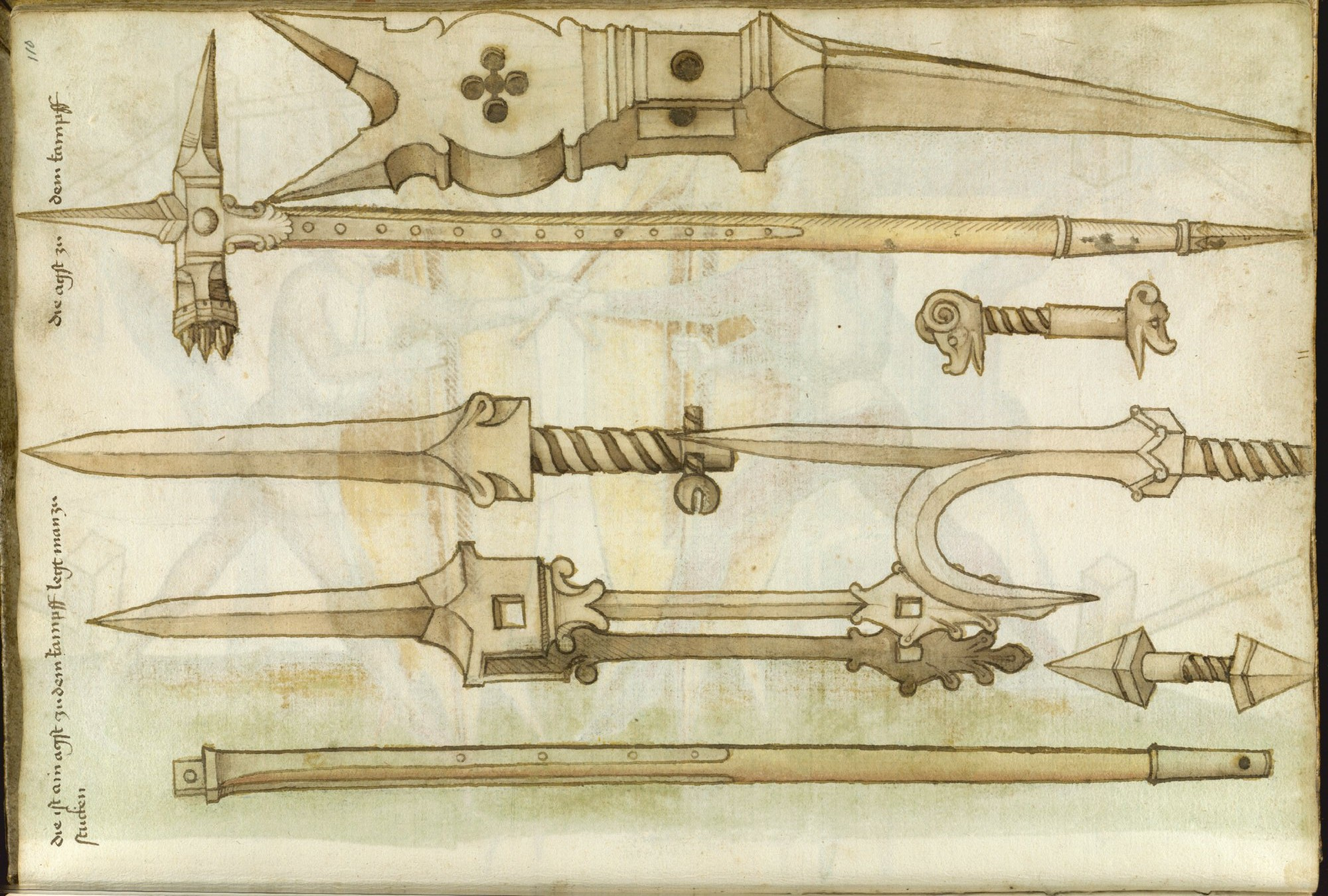
ハンス・タールホファーの武術書にあるポールアックス（ベク・ド・コルバン）

ベク・ド・コルバンはポールアックスが改良された武器であり、その構造も概ねポールアックスに準拠する。つるはしと尾部の鎚、頂部に伸びる槍の穂先を接続する“ランゲット（langets）”という金具をリベットで固定するモジュール設計で作られている。ランゲットは柄の三分の一ほどまでを金属で覆い、穂先が切り取られるのを防いだ。柄の長さも1.5mから2mほどで、15世紀ミラノの武術家、ピエトロ・モンテは背の高さに手の平の分ほど足したぐらいとしている。ただし、後に儀仗として騎馬隊が携行したものは1mほどである。
ベク・ド・コルバンの特徴的なつるはし部分を指して、カラスの嘴、あるいはベク・ド・フォコン（bec de faucon、ハヤブサの嘴）と呼んだ。
ベク・ド・コルバンとルツェルン・ハンマーはよく似た形状をしているが、槍の穂先がルツェルン・ハンマーに比べて低いことと、尾部のハンマーが文字通りの金槌であり、多数の棘状になっているルツェルン・ハンマーと点がわずかに違う。ルツェルン・ハンマーがあくまでもスイス傭兵の武器で、その役割が馬上の騎士を引きずり下ろして槍先で喉元を突くのが目的の武器なのに対して、ベク・ド・コルバンは騎士同士の決闘の道具として普及したので、つるはしの衝撃力とフックとしての役割が強化されたという差がある。後に儀仗と化したベク・ド・コルバンは槍の穂先が木の葉型になるなど、美的かつ実用性の薄いデザインとなっている。

## 来歴
ベク・ド・コルバンは15世紀に入って、いよいよ関節部分も金属で補強されたプレートアーマーに対抗する形で、ポールアックスがさらに改良された武器である。同様の武器はルツェルン・ハンマーを始め欧州各地で生産されており、ドイツ語圏では“Fußstreithammer（フースシュトライトハマ）”（「歩兵用戦闘槌」ほどの意味）あるいは“Streithammer（シュトライトハマ）”（「戦闘槌」ほどの意味）という呼称で呼ばれていた。フランスでは“Marteau d’armes（マルト・ダルム）”（「戦闘用槌」ほどの意味）、イギリスではウォーハンマー、あるいは“Beak（ビーク）”（「嘴」）と呼んでいた。武術書などでは引き続きポールアックスの名称が使われ続けた。
15世紀の戦闘は重装歩兵同士が鎧を擦り合わせるほどに接近する肉弾戦で、相手を組み伏せるか押し倒すかして、鎧の隙間を突くのが戦術であったし、あるいは衝撃力の強い武器で鎧越しにダメージを与えたり、鎧自体を変形させたりすることも大事であった。ポールアックスはその両方に適した武器だったが、プレートアーマーがさらに進化したことから、斧頭がより衝撃力の高いつるはしへと据え替えられた。
つるはしへと据え替えられたことで、ポールアックスはより対重装歩兵用としての役割が高まった。つるはしによる一撃は鎧兜を変形させ、兜の継ぎ目や視野用スリットを攻撃すれば貫通する威力があった。つるはしは威力のみならずフックとしての役割も高く、相手の膝裏や首に引っ掛けて引きずり倒す、十字形の頭部で武器を受け止めて脇にどかすなどの戦術が取れた。ハンス・タールホファーに至っては柄下方部にも追加のフックを据え付けてその性能を求めた。
こうした対重装歩兵用の戦術は15世紀の剣術家たちによって研究され、当時の武術書（フェシトビュッフ）の多くにその操法がまとめられた。1460年～85年頃にはフランス語で書かれた『ル・ジュ・ド・ラ・アシュ』（「斧のゲーム」ほどの意。作者不明）というポールアックス専用の武術書も記された。現代にてこの本を研究したシドニー・アングロによれば、当時のフランス式ポールアックス戦闘術は、相手の顔面や足に素早い突きを繰り返して、相手の体勢を崩してから頭部のハンマーで攻撃するのが常套だったという。

### フランス王室近衛部隊の武器・儀仗

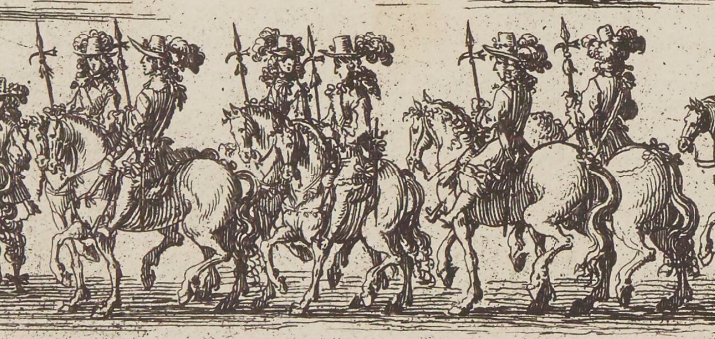
1660年、ルイ14世とマリー・テレーズ・ドートリッシュがパリに凱旋入場した際のジャンティヨム・オルディネール・ド・ラ・メゾン・デュ・ロワ（王室付きの一般紳士団）。ベク・ド・コルバンを携えている。

実戦の兵器、決闘の道具として使用されていた時期では、まだポールアックスの一種だったベク・ド・コルバンが一躍その名で呼ばれるようになったのが、1470年代に時のフランス王、ルイ11世によって創設された近衛部隊、「ジャンティゾム・オルディネール・ド・ラ・メゾン・デュ・ロワ（「王室付きの一般紳士団」ほどの意。以下“紳士団”と呼ぶ。）」の兵装として配備されたことである。それによって、彼らは“Gentilshommes à bec de corbin（ジャンティゾム・ア・ベク・ド・コルバン、「ベク・ド・コルバンを持つ紳士団」ほどの意）”という通称で呼ばれるようになった。
《分割して統治せよ》の言葉で知られるルイ11世は、百年戦争後のフランスで中央集権化を進めるために、王権を強化し、地方の大貴族の影響力を抑える政策を採用した。その一環として、王に忠誠を誓う近衛部隊の強化が必要だった。そこで目をつけたのが、ジャンティゾムと呼ばれる百年戦争で活躍した貴族出身の騎士（紳士）たちであり、彼らを組織化して王の個人的な護衛として機能する部隊として設立されたのが紳士団である。その紳士団初代団長に抜擢されたのが、王の侍従であったエクトル・ド・ガラールという騎士で、その紋章が3羽のカラスだったことが名称の由来となった。
王室修史官テオドール・ゴドフロワが1619年に著した『Cérémonial de France（『フランス儀典書』）』では、1502年にルイ12世が第二次イタリア戦争で征服したミラノへ入場した際、随伴した紳士団が斧（hache）を装備していたという記述があり、その時期にはポールアックスが配備されていたと思われる。
ベク・ド・コルバンの名が出るのも同書で、1610年10月17日、ルイ13世の戴冠式にまつわる箇所である。この年5月14日には、父王アンリ4世が馬車に乗ろうとした際に狂信的なカトリック教徒のフランソワ・ラヴァイヤックに刺殺される事件があり、すでに紳士団は近衛部隊としての役割を果たせない存在となっていた。
ladite Oraifon finie, le Roy offrit vn prefent à l'Autel, puis il fut amené par lefdits Euefques de Laon, & de Beauuais, en la chire qui luy eftant preparée vis à vis de celle du Cardinal de Ioyeufe: autour de laquelle eftoient les fieurs de Praflin & de Vitry auec deux Archers Efcoffois, & le Vidame du Mans & le fieur de la Bourdaifiere, comme Capitaines des cent Gentltls-hommes de la garde, Qu'on appelle par noms corrmpus a caufe leurs arms Becs de Corbin, pource qu'elles reffemblent a vn bec.Ces Becs de Corbin anciennement eftoient appellez Sergens d'arms, lors que les Roys exercoient eux-mefmes luftice, puis Archers, & enfin feulement Gentltls-hommes;
――前述の演説が終わると、国王は祭壇に贈り物を捧げ、その後、ランとボーヴェの司教らによって、ジョワイユーズ枢機卿のショールの向かいに用意されていたショールをまとって国王を連れ出した。その周りに、プラランとヴィトリーの領主と2人のスコットランド人弓兵、ル・マンのヴィダムとブルデジエールの領主が、100人の近衛兵の隊長として並んでいた。彼らは、紋章がくちばしに似ていることからベク・ド・コルバンという忌まわしい名前で呼ばれている。これらのベク・ド・コルバンは、かつては国王自身が戦争を行うときには衛兵と呼ばれ、その後は弓兵、そして最後には単に紳士と呼ばれた。――
紳士団の団長でブルデジエール（Bourdaisière）の領主だった人物として、サゴンヌ伯爵で国務院顧問も努めたジョルジュ・バブー（Georges Babou、1540-1607、在位1603-1607）と、同名の息子（1583-1615、在位1607-1615）がおり、1610年なので息子の方が参列したことになる。このジョルジュ（子）が、後の1615年、ルイ13世の結婚式の最中に決闘をして死ぬ事件を起こしており、よはや役には立たないと判断したルイ13世は、1529年に団員に対する特権を剥奪した。
その後は重要な儀式のみに参加する儀仗隊としてのみの活動となり、1722年に最後の団長であるアントナン・ノンパール・ド・コーモンが非常に高齢だったことから、ルイ15世の即位式参加を免除され、数年後に廃止となった。